# Artur Mielczarek
Artur Mielczarek (Breslavia, 25 gennaio 1984) è un cestista polacco.